# KINK (radiozender)
KINK is een Nederlandse radiozender voor alternatieve muziek. De radiozender is de opvolger van het alternatieve station Kink FM, dat bestond tussen 1995 en 2011. KINK heeft een hoofdkanaal en verschillende themakanalen die te beluisteren zijn via internet en DAB+ en sinds 23 januari 2024 via FM in de randstad. Verder biedt KINK podcasts met dagelijkse nieuwsupdates, wekelijkse specials rond muzieksoorten en interviews en incidentele artiestenpodcasts bij releases. Daarnaast stelt KINK ook verschillende playlists samen die te beluisteren zijn via streamingdiensten, zoals Spotify.

## Geschiedenis

### Voorloper
De voorganger van KINK, Kink FM, bestond tussen 1995 en 2011. Het radiostation had geen etherfrequentie en was alleen via de kabel en internet te beluisteren. Eigenaar V-Ventures besloot in 2011 te stoppen met Kink FM omdat het geen mogelijkheden meer zag om het radiostation winstgevend te exploiteren.

### Opvolger
De Veronica Holding droeg op 1 oktober 2015 de merknaam Kink FM over aan Jan Hoogesteijn, een van de oprichters van het voormalige radiostation. Hij was daarnaast directeur van het station van 1995 tot 2006. Een half jaar later, op 26 april 2016, kondigde Hoogesteijn een herstart van het radiostation aan. Op 1 oktober 2018, drie jaar na het overdragen van de merknaam, kondigde Kink FM aan vanaf 1 februari 2019 weer van start te gaan met uitzendingen onder de naam KINK, met Michiel Veenstra als programmadirecteur. Eén van de initiatiefnemers van de herstart was Leon Ramakers, oud-directeur van Mojo Concerts en later verbonden als adviseur aan de concertorganisator. Ramakers was eerder al aandeelhouder van Kink FM en hecht grote waarde aan het bestaan van een radiostation dat zich op een moderne wijze richt op de liefhebbers van alternative rock en bijdraagt aan de popcultuur in Nederland.

#### Nieuwe start
Op de avond van 29 januari 2019 begon KINK met testuitzendingen. De volgende dag lanceerde het zijn eigen website en apps. Via de app is het laatste nieuws van artiesten, bands en KINK zelf te bekijken, is KINK te beluisteren en kunnen de podcasts worden beluisterd.
Op 1 februari 2019 om 18.00 uur begon KINK officieel met zijn radio-uitzendingen. De eerste programmering bestond onder andere uit het ochtendprogramma Kinkstart met Michiel Veenstra. In het najaar van 2019 won KINK de Online Radio Award voor het beste Online Radiostation in 2019. Op 30 januari 2020 maakte KINK bekend dat ze zich aan zouden sluiten bij het Radio Advies Bureau, mee gaan doen aan het Nationaal Luisteronderzoek en dat vanaf 1 februari 2020 het nieuws verzorgd wordt door het ANP. Op 19 mei won KINK voor de tweede maal de Online Radio Awards voor beste online station van 2022.

## Andere radiozenders
Op Feburari 14 2025 heeft de uitvinder van KINK, Leon Ramakers, nog een radiozender gemaakt die CREAM heet, het is een eclastische non-stop zender die pop, soul, jazz en ook world & klassiek draait.

## Studio
KINK zit met andere kleine bedrijven in het oude Veronica-gebouw aan het Laapersveld 75 in Hilversum, het gebouw waar Kink FM in 1995 is begonnen.

## Medewerkers

### Programmadirecteur
- Michiel Veenstra (2019–heden)

## Programmering
Doordeweeks zijn van 06:00 tot 23:00 gepresenteerde programma's te horen. In het weekend is dit van 07:00 tot 00:00. Doordeweeks is de programmering horizontaal, alleen op vrijdag wordt hier van afgeweken. Meerdere uitzendingen zijn direct na de live uitzending als podcast terug te luisteren.

### Nieuws
KINK zendt elk uur het nieuws uit op zowel het hoofdkanaal als op de themakanalen. Op werkdagen tussen 06:00 en 10:00 is op het hoofdkanaal ook op het halve uur het nieuws te horen. Tot 1 februari 2020 werden de nieuwsbulletins verzorgd door BNR Nieuwsradio. Sinds 1 februari 2020 zijn de nieuwsbulletins afkomstig van het ANP.

## Lijsten

### Outlaw 41
Elke zondag was tussen 15:00 en 18:00 op KINK Indie de Outlaw 41 te horen. De bovenste positie in deze lijst was de nummer 0. Aan het einde van het jaar zond KINK Indie de Outlaw 141 uit. De Outlaw 41 werd gepresenteerd door Stefan Koopmanschap.

### KINK 1500
In november 2019 zond KINK de KINK 1500 weer voor het eerst uit op de digitale zender. De lijst bevat de 1500 beste alternatieve liedjes ooit. In 2020, 2021 en 2022 werd de KINK 1500 uitgezonden in oktober.

### Playlist of the Year
Aan het einde van 2019 zond KINK voor het eerst de Playlist of the year uit. Luisteraars konden op de lijst stemmen via de website van KINK. De lijst bevat de 100 beste alternatieve nummers van het afgelopen jaar. Ook in 2020, 2021 en 2022 zond KINK deze lijst uit. In 2023 bestond de lijst uit de top 50 van het jaar.

### Heavy 100
De Heavy 100 bestaat uit de 100 beste Heavy metal nummers. Deze lijst wordt sinds 2019 uitgezonden op tweede paasdag. Luisteraars kunnen via de website van KINK op de lijst stemmen.

### Album top 1000
In 2020 kon er gestemd worden voor de album top 1000. Dit resulteerde in een lijst met de 1000 beste albums aller tijden volgens de KINK-luisteraars en deze lijst werd uitgezonden van maandag 6 juli t/m vrijdag 17 juli. Daarbij werd van elk album in de lijst één of meerdere nummers gespeeld.

## Themakanalen
KINK heeft op dit moment drie themakanalen. Op deze themakanalen zijn naast non-stop muziek ook een aantal gepresenteerde programma's te horen:
- KINK 80'S (voorheen KINK DNA Classics en KINK Classics). Dit station bestaat sinds 1 April 2023 en draait alleen muziek uit de jaren 80.[13] Het themakanaal is naast internet ook via DAB+ te beluisteren.
- KINK DISTORTION. Dit station is gericht op metal.[12] Het themakanaal is sinds september 2020 online te beluisteren en vanaf oktober 2022 via DAB+ .[14]
- KINK INDIE. Dit station was gericht op indie-muziek. 31 December 2022 is dit themakanaal opgeheven.

## Podcasts
KINK maakt verschillende podcasts. Zo maken ze dagelijks de Daily KINK, waar in het belangrijkste muzieknieuws van die dag te horen is. Ook is er een podcast gemaakt over de Popronde en verschillende festival podcasts. Sommige radioprogramma's worden later ook als Podcast uitgebracht.

## Playlists
Al voordat KINK begon met de radio-uitzendingen en podcasts, publiceerden ze online playlists. Deze playlists zijn op bijvoorbeeld YouTube en Spotify te beluisteren. Dit kan bijvoorbeeld gaan om een hitlijst die als playlist online komt, maar ook om liedjes in een bepaald thema.

## Awards
In het voorjaar van 2021 introduceerde KINK twee nieuwe publieksprijzen voor Nederlandse muziek. Het wil hiermee artiesten van eigen bodem in het zonnetje zetten. Zo is er de KINK Icoon-prijs voor de belangrijkste Nederlandse act en de KINK Kroonjuweel-prijs voor het beste Nederlandse nummer van afgelopen jaar.

## Marktaandeel
Voor de periode januari - februari 2020 werden voor het eerst de luistercijfers van KINK gepubliceerd. KINK had in deze periode een luisteraandeel van 0,4%. Dit aandeel nam gedurende het jaar toe. 
In de periode oktober - november 2020 was het luisteraandeel verdubbeld tot 0,8%.
In de periode juli - augustus 2022 was het luisteraandeel gestegen tot 1,2%.

## Prijzen

### Gouden RadioRing
Kinkstart werd als eerste radioprogramma van KINK genomineerd voor de Gouden RadioRing, dit gebeurde in 2020. Het programma van Michiel Veenstra wist echter niet te winnen van Jan-Willem start op. Datzelfde jaar werd Tim op het Broek genomineerd voor de Zilveren RadioSter Man, maar ook aan hem ging de prijs voorbij.